# Pécharic-et-le-Py
Pécharic-et-le-Py település Franciaországban, Aude megyében. Lakosainak száma 29 fő (2022. január 1.). Pécharic-et-le-Py Belpech, Cahuzac, Pech-Luna, Plaigne és Villautou községekkel határos.

## Népesség
A település népessége az elmúlt években az alábbi módon változott:
| Lakosok száma | 32   | 21   | 30   | 26   | 31   | 26   | 27   | 28   | 29   | 29   |
|               | 1968 | 1982 | 1990 | 2006 | 2013 | 2015 | 2017 | 2019 | 2020 | 2022 |